# Lista de episódios de Felicity
A série Felicity foi ao ar pela primeira vez em 29 de setembro de 1998 e teve seu último episódio exibido no dia 22 de maio de 2002. Foram 4 temporadas, que completaram um total de 84 episódios. Todos os episódios de Felicity foram relançados em DVD.

## Temporadas
| Temporada | Temporada | Episódios | Season Premiere        | Season Finale      | Data do lançamento em DVD | Data do lançamento em DVD | Data do lançamento em DVD |
| Temporada | Temporada | Episódios | Season Premiere        | Season Finale      | Região 1                  | Região 2                  | Região 4                  |
| --------- | --------- | --------- | ---------------------- | ------------------ | ------------------------- | ------------------------- | ------------------------- |
|           | 1         | 22        | 29 de setembro de 1998 | 25 de maio de 1999 | 5 de novembro de 2002     | —                         | —                         |
|           | 2         | 23        | 26 de setembro de 1999 | 24 de maio de 2000 | 22 de julho de 2003       | —                         | —                         |
|           | 3         | 17        | 4 de outubro de 2000   | 23 de maio de 2001 | 21 de setembro de 2004    | —                         | —                         |
|           | 4         | 22        | 10 de outubro de 2001  | 22 de maio de 2002 | 8 de março de 2005        | —                         | —                         |

## Temporada 1: Freshman Year
| # | #     | Title               | Directed by                      | Written by                         | Original air date                              |
| --- | ----- | ------------------- | -------------------------------- | ---------------------------------- | ---------------------------------------------- |
| 1 | Pilot | Matt Reeves         | J. J. Abrams                     | 29 de setembro de 1998             |                                                |
| A formatura do colegial é quase sempre um ponto de partida na vida de uma jovem. Para Felicity Porter (Keri Russell), se transforma num momento decisivo. Durante o colegial, ela observou Ben Covington (Scott Speedman) de longe, por quatro anos, e na formatura ele escreve algo especial no seu anuário, o que faz ela tomar uma decisão. Ao saber que Ben estudará na Faculdade de Nova Yok, Felicity resolve ir estudar lá também, contrariando sua familia e os planos de seu pai. Ao chegar em Nova York, ela faz sua primeira amiga, Julie Emrick (Amy Jo Johnson) e conhece seu conselheiro residente, Noel Crane (Scott Foley). Porém, Felicity descobre que Ben não está apaixonado por ela. |       |                     |                                  |                                    |                                                |
| 2 | 1     | "The Last Stand"    | Matt Reeves                      | J. J. Abrams                       | 6 de outubro de 1998                           |
| Felicity ouve que alguém ligou para diretoria pedindo uma cópia do seu pedido de admissão. A composição dela é sobre Ben, e ela pensa que foi Ben que pediu a cópia, Então, ela lhe envia uma cópia. Felicity descobre que seus pais estão a checando e que Ben está checando sua nova amiga Julie. Os pais de Felicity decidem ficar por algum tempo em Nova Iorque. Julie revela que é filha adotiva e que está em Nova York para encontrar sua mãe biológica. |       |                     |                                  |                                    |                                                |
| 3 | 2     | "Hot Objects"       | Brad Silberling                  | J. J. Abrams                       | 13 de outubro de 1998                          |
| Julie e Ben ainda sentem atração um pelo outro, embora Julie tente lutar contra isto para preservar sua amizade com Felicity. Ben fica preso a aula de teatro e conta como está feliz de ficar longe dos seus pais. Felicity pensa que seu professor de química a odeia. Kelvin dá uma festa, e a carta-fita de Felicity para sua amiga Sally (Janeane Garofalo) (falando de como ela imagina ser sua primeira vez) é tocada para todos ouvirem. |       |                     |                                  |                                    |                                                |
| 4 | 3     | "Boggled"           | Todd Holland                     | Mimi Schmir J. J. Abrams           | 20 de outubro de 1998                          |
| Noel finalmente demonstra sua paixão por Felicity, entretanto revela ter uma namorada em Chicago. Julie diz de uma vez por todas a Ben para deixá-la em paz, e ela conhece um estudante de cinema chamado Zack. Ben tenta entrar para o time de corrida. |       |                     |                                  |                                    |                                                |
| 5 | 4     | "Spooked"           | Joan Tewkesbury                  | Jennifer Levin                     | 27 de outubro de 1998                          |
| Felicity e Ben são assaltados no apartamento. Eles agora devem dar depoimento na delegacia e ajudar a policia a identificar os bandidos. Na festa de Halloween, Helena (Tangi Miller) conhece Blair, o "Homem de Lata" e Zack, o "Homem Rosa", beija Julie. Felicity se irrita ao ver Ben beijando uma garota fantasiada de Power Ranger Rosa. Ben vai atrás de Felicity no Café e lhe dá um colar parecido com o da sua avó. |       |                     |                                  |                                    |                                                |
| 6 | 5     | "Cheating"          | Marc Buckland                    | Ed Redlich                         | 3 de novembro de 1998                          |
| Ben é acusado de colar por um professor. O que ele não sabe é que Felicity, que deveria revisar a redação de seu trabalho, a reescreveu. Zack leva Julie para assistir a uma de suas produções. Noel impede que Ben faça o pior. Julie está assutada porque não entendeu o filme. Elena tenta evitar Blair. |       |                     |                                  |                                    |                                                |
| 7 | 67    | "Drawing the Line"  | Ellen Pressman (Part 1) (Part 2) | J. J. Abrams Riley Weston (Part 2) | 10 de novembro de 1998 17 de novembro de 1998  |
| Noel se cansa de ouvir falar de Ben o tempo todo, e decide contar a Felicity que ela não pode mais falar sobre ele. Elena não consegue a bolsa de estudos, e Felicity e Blair se juntam para ajudar a conseguir a bolsa para Elena, assim ela não tem que deixar a universidade. Ben ainda está frio com Felicity até ele saber o que ela fez por Elena. Julie quer ir devagar com Zack, mas ele não se importa e a violenta. Felicity encoraja Julie a ir ao psicólogo. Zack acha que não fez nada de errado com Julie. Julie acha que a culpa é dela. Felicity pede ajuda de Elena para receber uma estudante do segundo colegial (Riley Weston) que se interessa muito mais pela vida noturna de Nova Iorque que nas aulas. |       |                     |                                  |                                    |                                                |
| 8 | 8     | "Thanksgiving"      | Danny Leiner                     | Andrea Newman                      | 24 de novembro de 1998                         |
| Felicity comemora seu primeiro dia de Ação de graças em Nova Iorque junto com Noel e sua namorada Hannah (Jennifer Garner). Noel trata Felicity com indiferença. Elena e Ben se preparam para ir para casa nos feriados. Noel e Hanna se separam. |       |                     |                                  |                                    |                                                |
| 9 | 9     | "Finally"           | Michael Fields                   | J. J. Abrams                       | 15 de dezembro de 1998                         |
| Felicity e Noel fazem um pacto de estudar para os testes antes de tentar definir sua relação. Meghan dá para Noel uma combinação herbária estranha que faz com que ele fica hiper-ativo. Um dos residentes flagra Noel e Felicity juntos e ameaça denunciar Noel. Felicity ensina poesia a Ben. Ele decide ficar em Nova Iorque com Julie. |       |                     |                                  |                                    |                                                |
| 10 | 10    | "Gimme an O!"       | Tom Moore                        | Jennifer Levin                     | 19 de janeiro de 1999                          |
| Felicity volta com uma surpresa para Noel: ela quer transar com ele. Eles programam uma data para a grande noite e Felicity se prepara lendo sobre o assunto. Pressionada a fazer logo, Felicity tenta apressar as coisas, o que causa desastres. Enquanto isso, Julie e Ben estão passando mais tempo juntos, mas Julie evita contar a Felicity com medo que ela fique magoada. Noel acaba contando a ela antes deles transarem, por causa da sua reação ele conclui que ela ainda é obcecada por Ben. Eles acabam não transando. Blair dá para Elena uma tiara de pano mas ela não sabia o que era, ai decidiu usar como saia, até descobrir o que era realmente. |       |                     |                                  |                                    |                                                |
| 11 | 11    | "Friends"           | Todd Holland                     | Gina Prince-Bythewood              | 26 de janeiro de 1999                          |
| Felicity descobre que Blair está traindo Elena com sua melhor amiga, mas ele nega. Julie procura sua verdadeira mãe com o apoio de Ben, mas depois pede para ele se afastar. Para conseguir uma máquina de doce, Noel finge ser namorado de Sensa, saindo para beber e jantar com a família dela por dois dias. |       |                     |                                  |                                    |                                                |
| 12 | 1213  | "Todd Mulcahy"      | J. J. Abrams                     | J. J. Abrams                       | 9 de fevereiro de 1999 16 de fevereiro de 1999 |
| Todd Mulcahy (Stephen Berra), um menino do passado de Felicity, vem para Nova Iorque acreditando que ele e Felicity são almas gêmeas. Ele se recusa a partir, então acidentalmente é atropelado por um ônibus. Julie pede emprego na empresa onde sua mãe biológica, Carol (Jane Kaczmarek) trabalha e é contratada. Elena trata Blair com indiferença. Felicity se chateia quando todos, inclusive Noel, gostam de Todd. Todd Mulcahy entra em coma depois de conseguir um beijo de Felicity, mas se recupera, e Felicity sabe que ele tem uma noiva. Felicity redescobre seu dom artístico e conta a Professor McGrath que ela quer ser uma artista em vez de uma médica, até ela perceber que pode fazer ambas coisas. Julie descobre que Carol não é sua mãe biológica. Richard teme que o término do namoro de Felicity e Noel arruine seus negócios. |       |                     |                                  |                                    |                                                |
| 13 | 14    | "Love and Marriage" | Todd Holland                     | Jennifer Levin Andrea Newman       | 23 de fevereiro de 1999                        |
| Para manter seu greencard, Javier (Ian Gomez) pede a Felicity em casamento e ela aceita. Porém, quando o companheiro de Javier decide se mudar para a Espanha ele decide acabar com a cerimônia. Noel fica surpreso e desapontado quando ele sabe que seu irmão mais velho é gay. Ben tenta entrar para o time de natação. |       |                     |                                  |                                    |                                                |
| 14 | 15    | "The Fugue"         | Lawrence Trilling                | J.J. Abrams Ed Redlich             | 2 de março de 1999                             |
| Felicity sabe que Hannah está morando em Nova Iorque. Noel tem que se decidir entre Hannah e Felicity. Ben passa mais tempo com Lynn do que com Julie, que faz sua estreia cantando no Epstein Bar. Felicity passa a noite com Eli (Simon Rex). |       |                     |                                  |                                    |                                                |
| 15 | 16    | "Assassins"         | Michael Schultz                  | Andrea Newman Jennifer Levin       | 20 de abril de 1999                            |
| Felicity conta a Noel que ela e Eli dormiram juntos. Ben passa todo seu tempo livre com Lynn. Julie ajuda Sean a convidar uma bibliotecária para sair. Elena acaba com uma competição no dormitório. |       |                     |                                  |                                    |                                                |
| 16 | 17    | "Happy Birthday"    | Elodie Keene                     | Tracy Abrams                       | 27 de abril de 1999                            |
| Felicity e Noel estão falando-se pouco e Noel decide mudar de andar. Julie descobre que Carol é sua mãe biológica, e que seu marido é seu pai. Ben e Lynn começam a apostar e jogar. O dormitório faz uma festa surpresa de aniversário para Julie. Os pais de Megahn (Amanda Foreman) a visitam. |       |                     |                                  |                                    |                                                |
| 17 | 18    | "Docuventary"       | Stan Salfas                      | J. J. Abrams                       | 4 de maio de 1999                              |
| Sean (Greg Grunberg) faz um documentário sobre vida na faculdade mas acaba focando as lentes em Noel e Felicity. Felicity fala para a Sean (na filmadora) que ama Noel, e Noel admite o mesmo. Ben luta contra o vício em jogos. |       |                     |                                  |                                    |                                                |
| 18 | 19    | "Connections"       | Danny Leiner                     | Andrea Newman                      | 11 de maio de 1999                             |
| Os problemas de dinheiro de Ben pioram, e ele pede ajuda a Felicity. Noel e Felicity tentam ser somente amigos, mas acabam se beijando. Richard mora temporariamente com Noel. Felicity tem que despedir uma empregada na Decano & Deluca. Elena convida seu professor, McGrath, para jantar. |       |                     |                                  |                                    |                                                |
| 19 | 20    | "The Force"         | Robert M. Williams Jr.           | J. J. Abrams Jennifer Levin        | 18 de maio de 1999                             |
| Felicity, Ben, Julie e Noel planejam uma viagem para quando o semestre terminar. A namorada de Lynn dá em cima de Ben. Noel tem que escolher entre Felicity e Berlim. Meghan pratica feitiçaria. Elena e Professor McGrath intensificam sua relação. |       |                     |                                  |                                    |                                                |
| 20 | 21    | "Felicity Was Here" | Matt Reeves                      | J. J. Abrams                       | 25 de maio de 1999                             |
| Ben finalmente admite seus sentimentos por Felicity, o que causa aflição em Noel e Julie. Felicity tem que decidir entre uma viagem com Ben ou ir para Berlim com Noel. Elena dorme com Professor McGrath. |       |                     |                                  |                                    |                                                |

## Temporada 2: Sophomore Year
| # | #  | Title                       | Directed by             | Written by                | Original air date       |
| --- | -- | --------------------------- | ----------------------- | ------------------------- | ----------------------- |
| 21 | 1  | "Sophomoric"                | Lawrence Trilling       | J. J. Abrams              | 26 de setembro de 1999  |
| Felicity escolheu Ben em vez de ir a Berlim com Noel. Javier consegue o visto e retorna para o Dean & Deluca. Felicity e Meghan tornam-se colegas de quarto novamente e Julie terá duas gêmeas líderes de torcida como colegas de quarto. Sean aconselha Ben para que ele não se envolva com Felicity. Elena e Noel dividem (como amigos) um apartamento. Noel diz a Felicity que não quer vê-la nunca mais. Julie se muda para o apartamento de Ben e Sean. Elena conta a Noel que o Dr. McGrath terminou com ela. Felicity, Ben, Julie, Noel e Elena se encontram e discutem no bar. Ben escuta Felicity contar a Sally que ela o ama. |    |                             |                         |                           |                         |
| 22 | 2  | "The List"                  | Barnet Kellman          | Jennifer Levin            | 3 de outubro de 1999    |
| Felicity dá algumas dicas a Gretchen para ela manter seu namorado, mas Gretchen decide seguir o conselho de uma revista. Julie tem a ideia de fazer uma festa no apartamento de Sean e ele concorda se for cobrado a entrada dos convidados. Ben termina com Felicity depois de confessar a ela que escutou a sua fita, e diz que o namoro deles não dará certo. Noel tenta, mais uma vez, conseguir sair com alguém, mas ele acaba não tendo sucesso e Elena lhe ensina a arte de se conquistar uma garota. Felicity resolve usar "a lista" que Gretchen viu na revista e vai à festa de Julie e Sean, usando um sexy vestido vermelho. Felicity e Ben voltam a namorar e decidem curtir seu relacionamento dia após dia, sem pensar no dia de amanhã. Sean divide o lucro da festa com JUlie e a convida para um jantar, mas ela diz que já está saindo com outra pessoa. Felicity percebe que ela terá que abrir mão de muitas coisas e termina novamente com Ben. Ela corta seu cabelo. |    |                             |                         |                           |                         |
| 23 | 3  | "Ancient History"           | Keith Samples           | Andrea Newman             | 10 de outubro de 1999   |
| Felicity tem as primeiras reações sobre o seu novo corte de cabelo. Ela ajuda Ruby (Amy Smart) a escolher sua classe. Felicity abandona o curso de medicina e decide estudar arte. Noel tenta convidar Brigid para sair novamente, mas acaba descobrindo que ela tem uma namorada. Felicity e Noel acabam ficando na mesma aula de desenho. Julie pretende se mudar para um apartamento oferecido por uma amiga e Sean e Ben começam a entrevistar estudantes para ocupar o lugar dela. Felicity diz a Noel que foi um grande erro ela ter escolhido Ben e não ele. Felicity é desencorajada quando seu trabalho de arte é negativamente criticado na aula de desenho, mas, apesar de tudo, ela decide permanecer na arte. Felicity diz a Noel que foi um grande erro ela ter escolhido Ben e não ele. Ben e Sean pedem a Julie que ela continue morando com eles e ela aceita pois sua amiga acabou não cedendo um quarto para ela. Felicity é desencorajada quando seu trabalho de arte é negativamente criticado por sua professora na aula de desenho, mas, apesar de tudo, ela decide permanecer na arte. Noel e Ruby tem um encontro.                                                                  |    |                             |                         |                           |                         |
| 24 | 4  | "The Depths"                | Michael Schultz         | J.J. Abrams               | 17 de outubro de 1999   |
| Megan diz para Felicity que Julie fez uma música falando mal dela. No outro dia, Felicity e Julie entram em um mesmo vagão do metrô. Felicity questina Julie sobre a música biográfica que ela tinha escrito com o titulo de "Felicity". O Metrô para no meio do túnel e Julie e Felicity ficam presas junto com os outros passageiros, que acabam se envolvendo na conversa das duas. Noel e Ruby ficam juntos no museu e depois eles se beijam no quarto de Noel. Ruby conta a Felicity o quanto ela gosta de Noel. Ben atende uma cliente super exigente chamada Maggie, que acaba convidando-o para uma festa e ele aceita. Sean inventa um novo condimento chamado "lévido". Felicity e Julie se encontram novamente em um museu e Julie pede desculpa pela canção. |    |                             |                         |                           |                         |
| 25 | 5  | "Crash"                     | Robert Williams         | Josh Reims                | 24 de outubro de 1999   |
| Felicity vai a um encontro às cegas com David, o filho da professora Sherman. David ignora Felicity e age com um idiota e ela vai embora. Felicity aceitas as desculpas de David e lhe dá uma segunda chance. O segundo encontro vai bem e David quer vê-la novamente. Ben e Maggie começam a se falar. Maggie vai ao apartamento de Ben e eles dormem juntos. Na manhã seguinte, ela diz a Ben que isso foi um erro e vai embora. Noel compra um PlayStation e ele e Elena ficam obcecados com o jogo "Crash Bandicoot" e acabam jogando quatro dias seguidos. Sean tenta aperfeiçoar o seu condimento "lévido". |    |                             |                         |                           |                         |
| 26 | 6  | "The Love Bug"              | Lawrence Trilling       | Paul Guyot J.J. Abrams    | 7 de novembro de 1999   |
| Carl e Meghan pegam Mononucleose. Felicity está curiosa em saber por que David ainda não a beijou. David pede a Felicity para que ela fique no seu apartamento, mas depois ele diz que seu apartamento será detetizado. Ruby faz um teste para um filme. Felicity fica no apartamento de Noel e Elena. Noel pede que Felicity não conte nada a Ruby sobre o relacionamento deles no passado. Ruby pede conselhos sobre controlhe de natalidade a Felicity. David e Felicity vão ao Bar do Epstein com Noel e Ruby. David e Ruby vêem Felicity e Noel conversarem de uma maneira muito íntima. Noel diz o nome de Felicity enquanto está beijando Ruby. Ela fica brava e vai embora. David diz a Felicity que ele não pode mais confiar nela. Maggie dorme com Ben antes de terminar com ele. Felicity também fica com "mono". Ela vai pra casa e encontra Meghan e Carl na cama. Ruby perdoa Noel. Ben descobre que Maggie é casada. Ruby conta a Noel que ela conseguiu o papel no filme e quem ela vai beijar na boca é Tom Cruise. Felicity conta a David que gostaria de ver até onde o relacionamento deles irá.                                                                                        |    |                             |                         |                           |                         |
| 27 | 7  | "Getting Lucky"             | Dan Appel               | Jennifer Levin            | 14 de novembro de 1999  |
| Felicity encontra um lindo cachorro perdido nas ruas de Nova York, tenta arrumar um lugar para ele ficar, mas acaba levando-o para sua casa e passa a chamá-lo de "Sortudo", o que acaba dando muita sorte com David. Entretanto, Elena fica obcecada com a vida sexual de Felicity e pede que Noel ajude-a. Ben decide continuar seu romance com Maggie, mesmo depois de descobrir que ela é casada. Sean resolve contar a Julie tudo o que ele sente por ela. Ben conhece o marido de Maggie. |    |                             |                         |                           |                         |
| 28 | 8  | "Family Affairs"            | Ken Olin                | Andrea Newman             | 21 de novembro de 1999  |
| Os pais de Felicity resolvem fazer uma surpresa e aparecem para uma visita no feriado de Ação de Graças, mas eles acabam participando de um tenso jantar no apartamento de Elena e Noel. Felicity começa a ter dúvidas sobre o seu relacionamento com David e, durante o jantar, ela e Noel, bêbados, acabam se beijando no quarto dele. A professora Sherman vê os dois se beijando e Felicity decide terminar com David. Ben, Julie e Sean aceitam trabalhar para em um evento de caridade que Meggie está organizando para seu marido. Quando Meggie vê seu marido conversando com sua amante, ela decide aprensentar Ben a ele. |    |                             |                         |                           |                         |
| 29 | 9  | "Portraits"                 | Lawrence Trilling       | Jed Seidel                | 19 de dezembro de 1999  |
| Felicity e Noel ficam em dúvida se devem dar uma segunda chance ao relacionamento deles. Mas sua história passada e Ruby atrapalham a reconciliação dos dois. Julie se apresenta no bar e conhece Erik (Adam Rodriguez), um representante de uma gravadora que fica interesado em ouvir suas músicas. Sean alerta Julie sobre as verdadeiras intenções de Erik, mas Julie continua ansiosa com a possibilidade de conseguir um contrato com a gravadora. Ruby disconfia que Felicity e Noel estão tendo um caso e Felicity garante que eles são apenas amigos. Noel decide viajar com Ruby. |    |                             |                         |                           |                         |
| 30 | 10 | "Great Expectations"        | Keith Samples           | Josh Reims                | 16 de janeiro de 2000   |
| Felicity sente-se pressionada quando seu pai vem a Nova York para dar aula no Hospital Universitário. Elena, Julie e Felicity se destraem com um telescópio e Felicity acha que seu pai está controlando sua vida. Ela não consegue ter as aulas de arte que gostaria e descobre que o casamento de seus pais está em decadência. Ben percebe que ter terminado com Felicity foi um grande erro. Noel confronta Ruby quando ele decide ser novamente professor substituto. Erik convida Julie para jantar. Durante a gravação de suas demos, Julie descobre que Erick costuma sair com as garotas que trabalham com ele. Ben e Felicity invadem a piscina da faculdade e correm o risco de serem expulsos da faculdade. |    |                             |                         |                           |                         |
| 31 | 11 | "Help For The Lovelorn"     | Lamont Johnson          | J.J. Abrams               | 23 de janeiro de 2000   |
| Dentro de um estranho mundo preto e branco, Meghan finalmente revela o que existe dentro de sua caixa secreta. Quando Felicity chega ao Dean & Deluca, Ben já está trabalhando e Noel chega para tomar um café. Um estranho cliente reconhece lhe entrega um cartão de um local conhecido como "A Clínica", que promete "curar o que é incurável". Intrigada, Felicity decide ir até "A Clínica". Ela percebe que o médico e a enfermeira da clínica estão planejando algo muito estranho e que seus amigos já visitaram o local. Aterrorizada, Felicity se vê presa em uma grande caixa com Ben, Julie, Noel e Elena. |    |                             |                         |                           |                         |
| 32 | 12 | "The Slump"                 | Matt Reeves             | J.J. Abrams               | 6 de fevereiro de 2000  |
| Felicity é pressionada a resolver seus atormentados sentimentos quando seus pais decidem se separar, como parte do castigo de Felicity por ela ter ficado bêbada e ter invadido a piscina da universidade com Ben. Enquanto isso, Elena fica distraída com seu novo parceiro do laboratório, Tracy (Donald Faison) e Ben nega-se a ver seu conselheiro, apesar da ameaça de expulsão. Noel acredita que Ruby quer um tratamento especial dele durante as aulas. |    |                             |                         |                           |                         |
| 33 | 13 | "Truth And Consequences"    | Robert M. Williams, Jr. | Paul Guyot                | 13 de fevereiro de 2000 |
| Noel e Ruby esperam ansiosos pelo resultado do teste de gravidez. Eles ficam desesperados ao descobrir que esperam um bebê e decidem abortar, mas Ruby acaba desistindo. Felicity e Ben começam a trabalhar no serviço comunitário da clínica da universidade e eles tem que aturar um arrogante chefe, que adora provocar Ben. O chefe de Erik não gosta das músicas de Julie e ela descobre que ele estava interessado apenas em ficar com ela. |    |                             |                         |                           |                         |
| 34 | 14 | "True Colors"               | Ken Olin                | Lawrence Trilling         | 20 de fevereiro de 2000 |
| Noel confessa a Ruby que ele gostaria de sumir ao ter que assumir a gravidez dela, e decide pedir conselhos à Ben, que acaba contando detalhes de uma experiência similar que ele teve na época da escola. Felicity, Ben, Julie, Elena, Tracy, Richard e Ben se reunem para pintar o apartamento de Noel. Greg, o chefe da clínica, tenta fazer com que Felicity se demita quando ela perde a ficha de um paciente. Mas ao descobrir que a culpa não foi dela, ele pede desculpas. Noel descobre que o filho de Ruby não é dele, pois ela o traiu com um produtor enquanto estava em Los Angeles participando de um filme. Julie conta para Sean que ela foi estuprada antes de vir para Nova York, e Sean diz que a irmã dele também foi. |    |                             |                         |                           |                         |
| 35 | 15 | "Things Change"             | Elodie Keene            | Andrea Newman             | 27 de fevereiro de 2000 |
| Felicity fica abalada quando descobre que seu pai está tomando pílulas contra a ansiedade. Noel e Ruby tomam uma decisão sobre o futuro deles e a carreira de Elena é posta em prova quando Tracy atrapalha ela num exame. Javier sugere que Ben conte a Felicity o que ele realmente sente por ela, enquanto Felicity começa a passar mais tempo na clínica com Greg. |    |                             |                         |                           |                         |
| 36 | 16 | "Revolutions"               | Barnet Kellman          | Lynn Cantor Mitch Salem   | 5 de abril de 2000      |
| Quando a política da clínica força Felicity a negar a "pílula do dia seguinte" a uma paciente, ela organiza um protesto contra a decisão da universidade. Greg se opoem ao protesto pois acha que isso poderá o prejudicar. O pai de Felicity aconselha ela a não levar o protesto a diante. Noel e Ben tentam superar a antiga agressividade entre eles. A manifestação organizada por Felicity cresce e um grande número de estudantes se reunem na clínica. Quando os jornalistas chegam na manifestação, Julie dá um emocionante depoimento que é transmitido ao vivo na TV, o que faz os membros do conselho voltarem atrás. Um canal de televisão à cabo se interessa pelo documentário de Sean. |    |                             |                         |                           |                         |
| 37 | 17 | "Docuventary II"            | Stan Salfas             | J. J. Abrams Tracy Abrams | 12 de abril de 2000     |
| Com o apoio do Canal de Filmes Independentes, Sean continua produzindo seu documentário sobre a vida no último ano da faculdade. Quando sua câmera capta Felicity em um momento romântico com Greg, Ben sente-se forçado a tomar uma atitude e decide alertar Felicity sobre o que ele descobriu sobre o passado nebuloso de Greg. |    |                             |                         |                           |                         |
| 38 | 18 | "Party Lines"               | Joanna Lovetti          | Jennifer Levin            | 19 de abril de 2000     |
| Felicity e Elena incentivam Julie e Noel a irem a um baile da escola como um casal. Felicity fica em dúvida se deve aceitar o pedido de Greg para que ela administre sua campanha para a presidência do Centro Acadêmico, até ela perceber que não concorda com os princípios políticos dele. Greg fica irritado com a decisão dela, mas depois decide apoiá-la. Ben decide fazer um teste vocacional. O resultado: corretor da Bolsa de Valores, professor, guia de turismo ou capitão de navio. Ele consegue um estágio com um corretor mas acaba sendo babá de seu filho. Quando o garoto machuca o dedo enquanto jogava basquete, Ben decide ir até a clínica pedir a ajuda de Felicity e Greg. |    |                             |                         |                           |                         |
| 39 | 19 | "Running Mates"             | Robert M. Williams, Jr. | Josh Reims                | 26 de abril de 2000     |
| As eleições para a presidência do Centro Acadêmico ficam agitadas quando se inicia uma campanha difamatória entre Felicity e Greg, e depois que Ben divulga informações sobre o nebuloso passado de Greg. Elena fica arrasada quando Tracy confessa que eles só poderão transar após se casarem. Julie aconselha Noel a ajudar Ruby a encarar a realidade de contar a verdade ao pai de seu bebê. Felicity e Greg perdem as eleições e, após descobrir que foi Ben que espalhou a notícia de que Greg usou drogas, ela decide viajar com Greg para um fim de semana nas montanhas. Ao descobrir que Felicity e Greg foram viajar, Ben decide ir atrás dela. |    |                             |                         |                           |                         |
| 40 | 20 | "Ben Was Here"              | Lawrence Trilling       | J. J. Abrams              | 3 de maio de 2000       |
| Ben estraga o romântico fim de semana de Felicity e Greg na esperança de conquistá-la, mas a sua justificativa para expor o passado de Greg não consegue convencê-la. Tracy se oferece para reformar o apartamento de Noel e Elena, e Julie convida eles para ficarem no Loft. Enquanto isso um cano estoura no prédio dos dormitórios da faculdade e os alunos são obrigados a dormir no refeitório. Noel está confuso com a proximidade da chegada de Wade, o pai do bebê de Ruby. Ao receber a notícia de que o canal de filmes independentes quer comprar seu documentário, Sean dá um beijo na boca de Julie e acaba revelando que é apaixonado por ela. Ben decide lutar por Felicity, mas ela diz que ele fez a mesma coisa no ano passado e Greg acaba dando um soco na sua boca. |    |                             |                         |                           |                         |
| 41 | 21 | "The Aretha Theory"         | Jack Bender             | Andrea Newman             | 10 de maio de 2000      |
| Após bater em Ben, Greg decide terminar com Felicity. Deixando os garotos e seus problemas com eles para trás, Felicity, Julie e Elena convencem Meghan a levá-las para uma selvagem e louca noite das garotas pela cidade. Elas vão para um boate, se divertem e, surpreendentemente, Felicity e Meghan começam a se entender. Meghan revela que ela também tem um Ben em sua vida: Greg. Ao encontrá-lo, ela pergunta se ela se lembra da garota gordinha que se casou com ele na escola. Greg fica surpreso ao descobrir que Meghan estudou com ele. Decepcionada, Meghan pede que Felicity a leve para uma festa. Assim, Felicity, Julie, Elena e Meghan seguem para a festa que Richard está dando para comemorar sua vitória nas eleições. Decidida a dar um basta no seu relacionamento com Ben, Felicity deixa um recado na secretária dizendo que não precisa dele. No dia seguinte, arrependida, Felicity reconsidera seus sentimentos por Ben, e tenta encontrá-lo. Ben está decidido a lutar com todas as suas forças para recuperar Felicity, e consegue uma cópia de um filme que ela queria ver. Javier pede para Ben ajudá-lo a comprar um aliança para Samuel, que aceita se casar com ele. |    |                             |                         |                           |                         |
| 42 | 22 | "Final Answer"              | Randall Zisk            | Jennifer Levin Josh Reims | 17 de maio de 2000      |
| Depois de Felicity e Ben passarem a mais romântica noite de suas vidas juntos, eles terão que enfrentar os exames finais e encarar a dura realidade de passarem três meses separados, quando ela se oferece para passar o verão num estágio no Museu Metropolitan. Enquanto isso, Sean planeja o perfeito primeiro encontro com Julie. No Loft, Meghan faz uma estranha receita de biscoitos que é apreciada por Julie e Noel, que passam a tarde estudando juntos. Ruby e Noel esforçam-se para manter suas mentes nos estudos, quando eles têm que tomar uma decisão sobre o futuro deles juntos. |    |                             |                         |                           |                         |
| 43 | 23 | "The Biggest Deal There Is" | Jack Bender             | J.J. Abrams               | 24 de maio de 2000      |
| Felicity terá que escolher entre fazer um prestigioso estágio no MOMA ou passar as férias de verão na Califórnia com Ben. Sua primeira opção é desistir do estágio, mas diante da indiferença de Ben, ela decide tentar conseguir de volta sua vaga no estágio. Durante um jantar em comemoração ao casamento de Javier, Felicity, ao brindar os noivos, faz alguns comentários direcionados a Ben, que decide responder da mesma maneira. Mas quando eles tentam conversar sobre o recente conflito entre os dois, eles acabam transando. Julie terá que lidar com o retorno de sua mãe biológica que pede sua ajuda para salvar a vida de seu pai, que está precisando de um transplante de rim. O casamento de Javier e Samuel reúne toda a turma. Noel fica impressionado com Natalie, a prima de Javier, e ele aceita o convite dela para fazer algo surpreendente. Sean e Meghan decidem assumir seu recente relacionamento. Noel deixa um bilhete para Elena dizendo que só volta no fim das férias, deixando-a preocupada com o seu desaparecimento. |    |                             |                         |                           |                         |

## Temporada 3: Junior Year
| # | #  | Title                           | Directed by        | Written by                                                                  | Original air date      |
| --- | -- | ------------------------------- | ------------------ | --------------------------------------------------------------------------- | ---------------------- |
| 44 | 1  | "The Christening"               | Steve Miner        | J.J. Abrams                                                                 | 4 de outubro de 2000   |
| De volta para mais um ano na Universidade de Nova York, Felicity está ansiosa para recomeçar seu novo romance com Ben, após passarem todo o verão separados, e eles pensam na ideia de irem morar juntos. Javier se inscreve na faculdade como calouro, o documentário de Sean vira uma série no Canal de Filmes Independentes e Elena é influenciada a se separar de Tracy quando ela, Julie e Meghan se mudam para um novo apartamento onde seus vizinhos são um grupo de lindos garotos. E a turma fica preocupada quando Noel conta o que fez quando fugiu com Natalie, a prima de Javier, na última primavera. |    |                                 |                    |                                                                             |                        |
| 45 | 2  | "The Anti-Natalie Intervention" | Jack Bender        | Jennifer Levin                                                              | 11 de outubro de 2000  |
| Chocados com os planos de Noel abandonar a faculdade após fugir com Natalie, a turma planeja tentar convencê-lo a mudar de ideia. Enquanto isso, o pai de Ben está na cidade em busca de reconciliação com seu filho e Elena fica frustrada com a proibição de sexo de Tracy. Ela responde ao convite de um outro estudante, dizendo a ele que ela não tem um namorado, mas não é capaz de trair Tracy e Julie acaba ficando com o estudante. |    |                                 |                    |                                                                             |                        |
| 46 | 3  | "Hello, I Must Be Going"        | Lou Antonio        | Josh Reims                                                                  | 18 de outubro de 2000  |
| Julie começa a se aproximar de Ben e Felicity fica apavorada com o estranho comportamento de sua amiga quando Ben, após mais uma crise com seu pai, passa a pedir conselhos para ela. Molly, a nova e estranha colega de quarto das garotas, finalmente chega e Noel tenta terminar seu relacionamento com Natalie. Julie e Felicity se enfrentam e vivem um impressionante conflito. É então que Julie revela o que realmente aconteceu no verão com a morte de seu pai biológico. |    |                                 |                    |                                                                             |                        |
| 47 | 4  | "Greeks And Geeks"              | Lawrence Trilling  | Terri Treas Michael Zand                                                    | 25 de outubro de 2000  |
| Felicity fica depressiva com os últimos acontecimentos e se sente culpada pela partida de Julie. Para se distrair, ela decide ir, acompanhada por Meghan e Molly, a sua primeira festa de fraternidade, que acaba em confusão quando elas participam de um jogo de "ping-pong strip". Ben repensa sua decisão sobre votar na eleição presidencial e ajuda Javier a preparar seu exame de cidadania. Felicity acorda na cama de um estranho após a festa em que jogou "ping-pong strip". |    |                                 |                    |                                                                             |                        |
| 48 | 5  | "Surprise"                      | Harry Winer        | Julie Blumberg Joy Gregory                                                  | 1 de novembro de 2000  |
| Felicity procura o momento certo para contar para Ben que acordou na cama de um estranho depois da festa. Ben programa uma festa surpresa para o aniversário dela. Durante a festa surpresa Richard abre um email da fraternidade com uma foto da Felicity de sutiã jogando "ping-pong strip" e Ben vê a foto. Ela mal explica para ele o que aconteceu e ele sai atrás de Randy, o cara que aparece com ela na foto. Os colegas de randy falam para Ben que Felicity dormiu com Randy |    |                                 |                    |                                                                             |                        |
| 49 | 6  | "One Ball, Two Strikes"         | Tony Bill          | J.J. Abrams                                                                 | 8 de novembro de 2000  |
| Felicity vai atrás de Randy e descobre que não fez sexo com ele, que ela apenas adormeceu na cama dele. Ela vai contar isso para ben mas ele não acredita. Ela pede para Randy conversar com Ben mas Ben acaba espancando ele. Felicity faz um trabalho para a exposição e ben acaba comprando a gravura dela, que era inspirada em ben, um homem correndo em direção a uma parede. Eles fazem as pazes. Os amigos de randy descontam em Ben espancando ele. Sean faz cirurgia de remoção do testículo por causa do câncer.                                                                                         |    |                                 |                    |                                                                             |                        |
| 50 | 7  | "Kissing Mr. Covington"         | Harry Winer        | Jennifer Levin                                                              | 15 de novembro de 2000 |
| Ben se recupera e o pai vem visita-lo em NY. Sean se recupera da cirurgia e resolve levar o judaísmo a sério. O pai de Ben procura Felicity para conversar e acaba tendo que beija-lo. felicity não tem coragem de contar isso para Ben.O pai de Ben vai procurá-lo e os dois não conseguem se entender. Ben conversa com Felicity e diz que não quer que ela doe seu óvulo para Javier. Finn conta para Tracy que transou com ELena. |    |                                 |                    |                                                                             |                        |
| 51 | 8  | "A Good Egg"                    | Keith Samples      | John Eisendrath                                                             | 22 de novembro de 2000 |
| Felicity procura Javier e diz que não vai mais ser a doadora de óvulos. Fingindo ser um casal, Felicity e Javier tentam arrumar uma barriga de aluguel. Noel consegue ir para cama com Jane, mas acaba confessando que tudo que eles têm em comum vem do fato dele estar hackeando os e-mails dela. Elena entrega uma carta para Tracy. Richard vai conversar com Noel pois finalmente perdeu a virgindade e para surpresa de Noel, a mulher em questão é Jane. Molly confessa no grupo de apoio que as drogas que Felicity encontrou no Loft eram dela.                                                            |    |                                 |                    |                                                                             |                        |
| 52 | 9  | "James And The Giant Piece"     | Harry Winer        | Josh Reims                                                                  | 29 de novembro de 2000 |
| Felicity tenta ajudar Noel a melhorar o programa que ele criou. Meghan encontra seu antigo grupo e é humilhada por Earl. Elena é chamada a depor no caso contra o Prof McGrath.Molly leva James, seu namorado problemático, para dividir o apartamento com Felicity e Elena. Ben conta para Felicity que ele e Molly fazem parte do mesmo grupo de apoio. Vasculhando os objetos de James, Ben encontra uma arma. Elena tenta se desculpar com Tracy, após depor contra o Prof McGrath. |    |                                 |                    |                                                                             |                        |
| 53 | 10 | "Let's Get It On"               | Lawrence Trilling  | Terri Treas Michael Zand                                                    | 6 de dezembro de 2000  |
| Felicity descobre que Meghan não cancelou uma disciplina para ela e que tem três dias para estudar e tirar uma nota A para ser aprovada. Noel fecha o prazo para entrega da história com a produtora, deixando Felicity embaraçada por não poder dizer que não fará a parceira com ele. James diz a Noel, Ben e Felicity para se afastar de Molly.Richard e Sean decidem fazer um calendário dos universitários para arrecadar fundos.Tracy finalmente transa com Elena. |    |                                 |                    |                                                                             |                        |
| 54 | 11 | "And To All A Good Night"       | Stephen Gyllenhaal | Jennifer Levin & Josh Reims (Teleplay) Julie Blumberg & Joy Gregory (Story) | 13 de dezembro de 2000 |
| A mãe de Felicity vai visitá-la antes do Natal.Richard e Sean resolvem vender árvores de Natal. Meghan acusa Sean de roubar a ideia dela.Num jantar entre Felicity, sua mãe, Ben e Noel, a mãe de Felicity diz que Noel ainda a ama e que a tartaruga e o papagaio são eles dois.Molly abandona James e entra na reabilitação.Tracy decide ser médico missionário.Um trágico acontecimento abala a festa de Natal. |    |                                 |                    |                                                                             |                        |
| 55 | 12 | "Girlfight"                     | Lawrence Trilling  | Jennifer Levin                                                              | 18 de abril de 2001    |
| James atira numa pessoa da festa.Elena também é atingida. Ben segue na ambulância com a mulher ferida. Três meses depois, Noel demonstra ter perdido a vontade de viver. Tracy retorna a faculdade, mas está com outra pessoa.Ben envolve-se com Avery, a mulher que ele ajudou a socorrer. Felicity, Elena e Avery começam a ter aulas de defesa pessoa. Meghan tem problemas na escola aonde faz estágio. |    |                                 |                    |                                                                             |                        |
| 56 | 13 | "Blackout"                      | Barnet Kellman     | Josh Reims                                                                  | 25 de abril de 2001    |
| Meghan recebe sua amiga Chris, que quer fazer despedida de solteira junto a ela.Sean aproveita e mostra o documentário para Chris. Felicity e Ben tem uma crise porque Avery o está ajudando nos exames finais. Elena acha que Tracy não está com ela por causa da estética. Noel termina com Avery, pois se sente usado. Sean e Meghan entram em crise por causa de Chris. Felicity termina com Ben. |    |                                 |                    |                                                                             |                        |
| 57 | 14 | "The Break-Up Kit"              | Harry Winer        | Terri Treas Michael Zand                                                    | 2 de maio de 2001      |
| Molly retorna da Inglaterra após a reabilitação. Meghan tenta fazer uma sessão espírita e brinca com um parente de Sean. Ben e Felicity continuam separados e ele aceita viajar com Avery. Felicity vai atrás dele. Noel tenta consolar Felicity. Elena tem problemas nos olhos ao usar um crema que Molly trouxe e é ajudada na aula por um colega. Após receber sua nota na prova, Ben decide voltar para Felicity. Elena se surpreende ao tirar as bandagens dos olhos e descobrir como é seu colega de classe. Sean prega uma peça em Meghan.                                                                   |    |                                 |                    |                                                                             |                        |
| 58 | 15 | "Senioritis"                    | Keith Samples      | John Eisendrath Jennifer Levin Josh Reims                                   | 9 de maio de 2001      |
| 59 | 16 | "It's Raining Men"              | Lawrence Trilling  | John Eisendrath Julie Blumberg Joy Gregory                                  | 16 de maio de 2001     |
| 60 | 17 | "The Last Summer Ever"          | Tony Bill          | Jennifer Levin Josh Reims                                                   | 23 de maio de 2001     |

## Temporada 4: Senior Year
| # | #  | Title                       | Directed by       | Written by                  | Original air date      |
| --- | -- | --------------------------- | ----------------- | --------------------------- | ---------------------- |
| 61 | 1  | "The Declaration"           | Matt Reeves       | J.J. Abrams                 | 10 de outubro de 2001  |
| Após um platônico e despreocupado verão com Noel, Felicity começa a pensar nas dificuldades da vida real que ela terá que enfrentar ao terminar a faculdade, enquanto inicia seu último ano de estudos. A pressão de Felicity por não ter planejado seu futuro é ampliada quando ela recebe a visita nada social de seu pai, que teme que sua filha não esteja levando sua vida a sério. Enquanto isso, Ben está de volta à cidade após reencontrar um rumo em sua vida - ele está determinado a fazer medicina. Elena e Javier acabam brigando sobre os preparativos do casamento dela, enquanto Tracy, o noivo, torna-se a nova fantasia de Meghan, deixando Sean com ciúmes. Felicity e Noel se beijam. |    |                             |                   |                             |                        |
| 62 | 2  | "My Best Friend's Wedding"  | Harry Winer       | James Duff                  | 17 de outubro de 2001  |
| Após trocarem um beijo, Felicity e Noel acabam transando. Felicity é convidada para ler os votos da cerimônia de casamento de duas de suas melhores amigas. Sentindo-se completamente culpada sobre o que aconteceu entre ela e Noel e confusa sobre o estado de seu relacionamento com Ben, Felicity fica em dúvida se ela realmente é a melhor pessoa para falar sobre amor e compromisso. Elena reage de maneira inesperada ao repentino interesse de Tracy pelo sexo. Meghan e Sean fazem uma aposta onde, se ela conseguir seduzir Tracy, Sean será seu escravo por um dia. Elena e Tracy acabam percebendo que eles não estão prontos para assumir a responsabilidade de um casamento, enquanto Sean e Meghan decidem se casar. |    |                             |                   |                             |                        |
| 63 | 3  | "Your Money Or Your Wife"   | Lawrence Trilling | Edward Kitsis Adam Horowitz | 24 de outubro de 2001  |
| Após a loucura das primeiras semanas de aulas na faculdade, Felicity descobre que seus problemas românticos não são tão importantes assim, já que ela descobre que sua bolsa de estudos não irá garantir o pagamento dos estudos desse ano. Sean, que também enfrenta problemas financeiros, fica preocupado com o fato de que seus pais possam constrangê-lo ao conhecer os estranhos pais de Meghan e acaba arruinando o jantar planejado por Meghan, ao brigar com seu pai. Felicity conta para Javier o que aconteceu entre ela e Noel (que planeja se mudar do loft) e tenta acertar as coisas entre ela e Ben, que está preocupado com suas chances de terminar a faculdade de medicina. |    |                             |                   |                             |                        |
| 64 | 4  | "Miss Conception"           | Keith Samples     | Laurie McCarthy Josh Reims  | 31 de outubro de 2001  |
| Felicity fica nervosa ao descobrir que terá que desfilar em trajes de banho num concurso de beleza, que ela espera ganhar para receber o prêmio que poderá garantir seu futuro na faculdade. Enquanto Javier tenta treiná-la como "modelo", o pior pesadelo de Felicity talvez venha à tona, quando ela acredita que esteja grávida. Noel decide aceitar um emprego como orientador na faculdade, fazendo com que ele seja o conselheiro de Ben. |    |                             |                   |                             |                        |
| 65 | 5  | "Boooz"                     | Stan Salfas       | Julie Blumberg Joy Gregory  | 7 de novembro de 2001  |
| Tentando esquecer seus problemas românticos, Javier arrasta Noel para Atlantic City para ver Lionel Richie, mas acaba descobrindo que não há mais ingressos para o show. Mas um encontro com o legendário músico no banheiro muda a vida de Javier. Enquanto isso, Ben e Trevor, seu colega de laboratório, decidem ir beber após serem expulsos da aula de química orgânica. Felicity é punida na faculdade por ter participado de um concurso de beleza. |    |                             |                   |                             |                        |
| 66 | 6  | "Oops... Noel Did It Again" | Craig Zisk        | Jennifer Levin Josh Reims   | 14 de novembro de 2001 |
| Felicity passa seu 21º aniversário sozinha enquanto Ben tenta lidar com os problemas de saúde de seu pai e a amiga e madrinha do AA (Alcoólatras Anônimos) dele. Suspeitando que há algo mais no relacionamento entre Ben e Lauren, Noel confronta Ben - e a briga se torna violenta quando Noel revela que ele e Felicity dormiram juntos. Enquanto isso, Noel coloca duas novas alunas para morar no apartamento de Felicity e Elena, o que acaba criando problemas entre as garotas. Felicity suspeita que seu professor esteja interessado nela. |    |                             |                   |                             |                        |
| 67 | 7  | "The Storm"                 | Harry Winer       | Jessica Queller             | 21 de novembro de 2001 |
| Ben, ocupado com a faculdade, os problemas de saúde de seu pai e com a visita de sua mãe, não consegue ao menos ver Felicity, quanto mais conversar com ela. Enquanto isso, Felicity fica devastada pelo doloroso silêncio de Ben após Noel revelar que ele e Felicity dormiram juntos. Noel sente que foi isolado pelos seus amigos e encontra conforto nos braços de uma colega de trabalho, que vem a ser a filha de seu novo chefe. |    |                             |                   |                             |                        |
| 68 | 8  | "The Last Thanksgiving"     | David Petrarca    | Josh Reims                  | 28 de novembro de 2001 |
| Felicity organiza o jantar de Ação da Graças da turma, que sofre uma reviravolta quando Ben aparece de última hora com uma acompanhante, Laura. Enquanto isso, o comportamento auto-destrutivo de Noel foge do controle quando ele arranja encrenca ao passar o feriado com seu irmão e acaba sendo preso. Além disso, Noel divide um quarto de hotel com uma mulher que ele encontrou num bar. |    |                             |                   |                             |                        |
| 69 | 9  | "Lonelyhearts"              | Lawrence Trilling | Edward Kitsis Adam Horowitz | 5 de dezembro de 2001  |
| Após a terrível briga que Felicity e Ben tiveram durante o jantar de Ação de Graças, Javier tenta bancar o cupido reaproximando os dois, mas acaba colocando Felicity no meio do primeiro encontro de Ben com Lauren. Enquanto isso, Noel descobre uma inesperada aliada em Meghan após ir a um psiquiatra, que recomendou terapia e medicamentos para curar sua depressão. Elena encoraja Felicity a sair com um ex-professor assistente das aulas de arte. |    |                             |                   |                             |                        |
| 70 | 10 | "Fire"                      | Joanna Kerns      | Laurie McCarthy             | 12 de dezembro de 2001 |
| Noel procura iniciar seu próprio negócio e decide se distanciar de Felicity, mas uma emergência na faculdade irá reaproximá-los, apesar de seus problemas pessoais, quando o estúdio de arte pega fogo e Felicity fica presa na sala. Enquanto isso, Felicity encontra um novo rumo em sua vida em um projeto de arte. Meghan descobre que sua irmã adolescente, que está chegando para uma visita, está grávida, enquanto Ben começa a estudar mais do que nunca. |    |                             |                   |                             |                        |
| 71 | 11 | "A Perfect Match"           | Lawrence Trilling | Julie Blumberg Joy Gregory  | 20 de dezembro de 2001 |
| Devido ao mau tempo, que cancela o voo que iria levar Felicity para passar o fim de ano na casa de seus pais, Ben tenta encontrá-la a tempo para dizer que a quer de volta. Felicity nem hesita em aceitá-lo novamente, mas Ben mais uma vez desiste dela antes que eles possam restabelecer seu relacionamento. A chegada da neve também atrasa a procura por um doador para seu pai, e Ben terá que assumir as consequências quando sua mãe decide ser a doadora. Enquanto isso, Noel e Sean embarcam numa aventura de negócios. |    |                             |                   |                             |                        |
| 72 | 12 | "Future Shock"              | Keith Samples     | Josh Reims                  | 20 de março de 2002    |
| Justamente quando tudo parecia estar resolvido, e Felicity e Ben estavam prestes a retomar seu namoro, Ben fica surpreso quando Lauren revela que está esperando um filho dele - resultado da única noite que eles passaram juntos há quatro meses atrás. Felicity tenta não dar muita importância a esse fato, já que ela está preocupada com o seu próprio futuro, já que nenhuma galeria quer expor seus trabalhos. Frustrada, ela acaba aceitando a ajuda de sua mãe. Enquanto isso, Noel tem a chance de reencontrar Zoe Webb, uma garota de seu passado. |    |                             |                   |                             |                        |
| 73 | 13 | "Kiss And Tell"             | Stan Salfas       | Josh Reims Laurie McCarthy  | 27 de março de 2002    |
| Ben tenta impedir que a notícia de que Lauren está grávida se espalhe. Seu pai tem uma opinião diferente sobre o papel que Ben deve ter na educação de seu filho. Felicity decide tentar uma nova carreira e percebe que está passando muito tempo com um belo estudante de arquitetura. Enquanto isso, Noel fica estressado ao trabalhar com Zoe e diferentes prioridades acabam causando um aborrecimento mútuo entre Sean e Meghan, quando eles convidam outras pessoas para serem seus pares numa festa. |    |                             |                   |                             |                        |
| 74 | 14 | "Raising In Arizona"        | Harry Winer       | Andrea Newman               | 3 de abril de 2002     |
| Justamente quando Ben decide que ele quer fazer parte da vida de seu bebê, Lauren dá a notícia bombástica de que ela está se mudando para o Arizona. Ben acaba brigando com Felicity e a acusa de ser a responsável pelo que aconteceu em sua vida, já que ela o traiu com Noel. Com isso, Ben decide terminar seu relacionamento com Felicity e pensa em se mudar com Lauren. |    |                             |                   |                             |                        |
| 75 | 15 | "The Paper Chase"           | Craig Zisk        | Alex Taub Jennifer Levin    | 10 de abril de 2002    |
| tentando redefinir sua vida amorosa e o futuro de sua carreira profissional, Felicity acaba deixando para fazer no último minuto um importante trabalho para a aula de história da arte. Frustrada e desesperada, ela acaba fazendo um plágio de um outro trabalho - mas logo depois se arrepende de sua decisão. Um exame de ultra-som revela o sexo do bebê de Ben e Lauren, e o futuro pai pensa em contratar um advogado para impedir que Lauren se mude para o Arizona. Enquanto isso, o chefe de Noel expressa seu descontentamento com o comportamento de Sean. Javier teme que o novo namorado de Rita seja gay. |    |                             |                   |                             |                        |
| 76 | 16 | "Ben Don't Leave"           | Harry Winer       | Laurie McCarthy Alex Taub   | 17 de abril de 2002    |
| Ben passa cada vez mais tempo com Lauren e pensa em se mudar para o Arizona para ficar mais próximo de seu filho. Felicity entra em pânico com medo de que a faculdade descubra que ela plagiou um trabalho - que será publicado no jornal -, e tenta decidir se deve ou não revelar a verdade para sua professora. Mas as coisas tomam um trágico e inesperado rumo, quando Ben sofre um acidente de carro enquanto ajuda Lauren com a mudança. Enquanto Felicity espera Ben sair da sala de cirurgia, ela descobre que Lauren foi a responsável pelo acidente, já que ela voltou a beber. Noel e Zoe finalmente transam e Richard convida Elena para um encontro apenas para impressionar outra mulher. |    |                             |                   |                             |                        |
| 77 | 17 | "The Graduate"              | Scott Foley       | Josh Reims Jennifer Levin   | 24 de abril de 2002    |
| A realização e felicidade por estar se formando com a turma de 2002 de Universidade de Nova York acaba se transformando num grande desafio para Felicity, que terá que fazer grandes decisões: ficar noiva de Ben e se mudar para o Arizona, para que ele possa ficar próximo de seu filho, ou permanecer em Nova York e ir atrás de seus sonhos. Mas Felicity percebe que passou os últimos quatro anos de sua vida seguindo Ben, e decide que está na hora dele seguir os sonhos dela... ou dizer adeus para sempre. - Este inicialmente, seria o último episódio da série. Os episódios abaixo narram a volta no tempo de Felicity, que interfere no final original. |    |                             |                   |                             |                        |
| 78 | 18 | "Time Will Tell"            | Harry Winer       | Laurie McCarthy Josh Reims  | 1 de maio de 2002      |
| Um ano se passou desde que Felicity se formou na faculdade, e ela flagra Ben, de quem ela supostamente ficou noiva, com outra mulher. Tendo que encarar esse acontecimento na véspera do casamento de Noel, Felicity percebe que ela cometeu um grande erro, ela deveria ter escolhido Noel há muito tempo atrás e recebe uma chance de mudar sua vida quando Meghan faz um feitiço que faz com que ela volte no tempo, até a noite anterior ao seu último ano na faculdade, quando ela e Noel dormiram juntos. |    |                             |                   |                             |                        |
| 79 | 19 | "The Power Of The Ex"       | Lawrence Trilling | Alex Taub                   | 8 de maio de 2002      |
| Felicity continua no passado tentando encontrar o amor ao lado de Noel, e percebe que as mudanças em suas escolhas estão afetando a vida de todos. A primeira, e pior delas, é o retorno de Hannah, a ex-namorada de Noel, que tenta uma reconciliação com ele. Enquanto isso, nesse universo alternativo, Sean termina com Meghan ao perceber que pode ter uma chance com Julie, sua antiga paixão. Elena, a contragosto, ajuda Javier em suas aulas de interpretação. - Duas personagens retornam a série: Hannah (Jennifer Garner) e Julie (Amy Jo Johnson). |    |                             |                   |                             |                        |
| 80 | 20 | "Spin The Bottle"           | Harry Winer       | Joy Gregory                 | 15 de maio de 2002     |
| A viagem de Felicity ao passado continua tendo efeito em todos, e seu novo relacionamento com Noel inspira Sean a terminar com Meghan para tentar ficar com Julie, sua antiga paixão. Mas Julie está interessada em Ben, que ainda continua pensando em Felicity, e a tensão sexual entre eles acaba resultando num complicado jogo de "gire a garrafa". |    |                             |                   |                             |                        |
| 81 | 21 | "Felicity Interrupted"      | Joanna Kerns      | Josh Reims Jennifer Levin   | 22 de maio de 2002     |
| Felicity tenta convencer Noel que ela quer ficar com ele. Felicity finalmente diz a Noel que viajou no tempo por ele. Ele começa a ficar muito preocupado com a saúde metal dela. Felicity pede novamente para Meghan desfazer o feitiço. Meghan ainda está cética sobre o assunto, mas entrega o livro a ela. Ben decide deixar a faculdade e viajar pelo país com Julie. Ben e Noel acham que Felicity deve estar tendo alucinações. Ela concorda em ir a um médico, que a encaminha ao departamento psiquiátrico para ficar em observação. Ben tira Felicity do hospital. Ela diz que viajou pelo tempo, e Ben não acredita que ele a enganou. Ele sugere que eles fiquem juntos e revivam tudo novamente. Noel não consegue convencer Ben a levar Felicity de volta ao hospital. Julie concorda que Ben deveria ficar com Felicity, e o deixa para fazer a viagem sozinha. Meghan manda flores para si mesma para tentar enganar Sean, e fazer com que ele acredite que ela está namorando. Ela chama o seu falso namorado de Paul Korsikoff, o nome que Felicity escreveu no livro depois de sua viagem ao tempo. Meghan tenta cancelar o pedido de entrega de flores vinda de "Paul" e fica chocada ao descobrir que Korsikoff realmente existe. Felicity descobre que Noel morreu num incêndio, o mesmo em que anteriormente ele a salvou. |    |                             |                   |                             |                        |
| 82 | 22 | "Back To The Future"        | Lawrence Trilling | Jennifer Levin Josh Reims   | 22 de maio de 2002     |
| Apesar de saber que Ben irá trair ela novamente, Felicity não consegue negar o que sente por ele. Mas quando um de seus amigos morre tragicamente, Felicity fica desesperada em tentar desfazer o feitiço e reverter o destino de todos. Felicity finalmente terá que responder a questão que já dura quatro anos e escolher quem é o homem da sua vida: Ben ou Noel. - Neste episódio Donald Faison aparece novamente como Tracy. |    |                             |                   |                             |                        |